# Alicia Oliveira
Alicia Beatriz Oliveira fue una abogada argentina de vasta actividad en defensa de los derechos humanos en la República Argentina. Trabó amistad con el entonces padre Jorge Bergoglio, posteriormente Papa Francisco, quién bautizó a sus tres hijos.

## Trayectoria
- 1942: Nace en San Fernando, Provincia de Buenos Aires. Era la menor de tres hermanos de una familia de clase media dedicada al comercio.[1]
- 1973: Asume como Jueza del Juzgado en lo Correccional de Menores de la Capital Federal, primera mujer en ostentar el cargo.[1]
- 1973/4: Entabla relación de amistad con Jorge Bergoglio. Al respecto declara: “Recuerdo que Bergoglio vino a verme al juzgado por un problema de un tercero, allá por 1974 o 1975, empezamos a charlar y se generó una empatía que abrió paso a nuevas conversaciones. En una de esas charlas hablamos de la inminencia de un golpe. Él era el provincial de los jesuitas y, seguramente, estaba más informado que yo. En la prensa hasta se barajaban los nombres de los futuros ministros. El diario La Razón había publicado que José Alfredo Martínez de Hoz sería el ministro de Economía”. Agregó que “Bergoglio estaba muy preocupado por lo que presentía que sobrevendría y, como sabía de mi compromiso con los derechos humanos, temía por mi vida. Llegó a sugerirme que me fuera a vivir un tiempo al colegio Máximo. Pero yo no acepté y le contesté con una humorada completamente desafortunada frente a todo lo que después sucedió en el país: ‘Prefiero que me agarren los militares a tener que ir a vivir con los curas’.”[2]
- 1976: Fue despedida por las autoridades de facto de su puesto como jueza, tras lo cual fue protegida por Jorge Beroglio ante la persecución del régimen militar. Entre ese año y 1982 fue la abogada que más “hábeas corpus” presentó en el foro porteño.[3] “Siempre agradeció al padre Jorge, que en esos tiempos la llevaba escondida en un auto para ver a sus hijos, a quienes amaba por sobre todas las cosas, a verlos en el Colegio del Salvador.”[3]
- 1979: Acompañó a Emilio Mignone en la creación del Centro de Estudios Legales y Sociales.[4] Ese año participó de la redacción del documento de denuncia del Partido Justicialista, que con las firmas de Deolindo Bittel y Herminio Iglesias que fue presentado ante la delegación de la Comisión Interamericana de Derechos Humanos en ocasión de su visita a la Argentina para recopilar denuncias sobre las desapariciones y secuestros de militantes políticos.

- 1994: Fue elegida convencional constituyente por el FREPASO para la reforma de la Constitución Nacional.
- Entre 1998 y 2003: Fue Defensora del Pueblo de la Ciudad de Buenos Aires a propuesta del FREPASO.[1]
- Octubre de 1999: Participó en la gestión del trasladado de los restos del padre Carlos Mugica de la Recoleta a la Villa 31. Fue la forma que había ideado para impedir que erradicaran el barrio para la construcción del desarrollo inmobiliario. Contó con la complicidad del entonces cardenal Jorge Bergoglio quien hizo los trámites ante la familia del sacerdote para conseguir el traslado del cuerpo.[3]
- Diciembre de 2001: Participó de la intervención de organismos de derechos humanos por los incidentes del 19 y del 20 de diciembre de 2001 que permitió la liberación de los detenidos en la Ciudad de Buenos Aires.
- Entre 2003 y 2005: Fue designada en la Cancillería como Secretaria de Derechos Humanos.
- 19 de marzo de 2013: Acompañó a la comitiva presidencial que viajó a la Ciudad del Vaticano para presenciar la asunción del papa Francisco.[5]
- 11 de agosto de 2013: Participó en elecciones legislativas. Fue candidata a senadora por el partido FE, partido liderado por Gerónimo Venegas, acompañando a Carlos Campolongo como diputado. No superaron la etapa de las PASO.
- 2013: Ante la ofensiva de unos sectores de la Argentina contra el Papa Francisco, recientemente designado, queriéndolo relacionar con el último gobierno militar, realizó declaraciones en una entrevista con Perfil: "Yo me juntaba con Jorge dos veces por semana, en ese momento los militares me habían dejado cesante por ser jueza y él me contaba lo que hacía". "Me acuerdo que los domingos íbamos a villa San Ignacio, donde él estaba. Hacíamos una comida, un pequeño acto religioso, él saludaba a la gente y ahí aprovechaba para hablar con gente para sacar del país. Una vez había un joven que no podía salir porque estaba muy marcado. Pero era parecido a él. Le dio su cédula y su clergyman para que pueda escapar".[6]
- 5 de noviembre de 2014: Falleció en su casa de Almagro, víctima de una enfermedad que había sido diagnosticada en 1973.[7] Fue velada en la Legislatura de la Ciudad de Buenos Aires.
- Alicia pasaba sus días de descanso en la que era su casa ubicada en Zelaya, un pueblo al norte de la provincia de Buenos Aires.

## Legado
- El 10 de diciembre de 2014, la Presidenta de la Nación entrega a la ex Jueza el Premio "Azucena Villaflor", recibido por los hijos de Alicia Oliveira. El acto tuvo lugar en la Casa Rosada.[8]
- El 19 de diciembre de 2014, el Papa Francisco recibe en la Ciudad del Vaticano a sus hijos, junto con sus cónyuges.[9]
- Su historia es retratada en la película "Llámame Francisco" donde se recuerda su amistad con el padre Jorge Begoglio.[10]

## Reconocimientos
En 2018 la Fundación Konex le otorgó un Premio Konex - Diploma al Mérito post mortem como una de las Administradoras Públicas más importantes de la última década en la Argentina.